# Саинтфит, Том
Том Саинтфит (нидерл. Tom Saintfiet; род. 29 марта 1973 или 19 марта 1973, Мол, Антверпен) — бельгийский футболист, футбольный тренер.

## Биография
Том Саинтфит начинал как футболист. Однако карьера игрока не сложилась, и в 24 года Том становится самым молодым тренером в бельгийском футболе.
С 1997 по 2000 год он работал в Бельгии, в низших дивизионах. Затем 2 года работал в гвинейском клубе «Сателлит».
В 2002 пять месяцев работает в фарерском клубе «В71 Сандой» в Первом дивизионе Фарерских островов, выведя команду на второе место. Однако клуб не смог пробиться в Высшую лигу, и Саинтфит ушёл.
В 2003 году Саинтфит прибывает в Катар, чтобы стать помощником португальца Карлуша Альниньо в клубе «Аль-Гарафа», который тогда назывался «Аль-Иттихад Доха». В декабре 2003, когда Альниньо покинул клуб, Саинтфит стал главным тренером, и оставался им до июня 2004. Однако ни при Альниньо, ни при Саинтфите команда ничего не добилась, финишировав на 6 месте.
Несмотря на провал в чемпионате, в 2004 году Саинтфита назначают главным тренером сборной Катара U-17. Команда успешно отбирается на юношеский Кубок Азии, и завоевывает на турнире в Японии «бронзу», обыграв в матче за третье место юниоров Ирака 2:1.
Этот успех позволил катарским юниорам пробиться на юношеский ЧМ в Перу в 2005 году. Однако на самом чемпионате команда ожидаемо заняла последнее место в группе, проиграв все матчи.
В 2005 году, покинув Катар, Саинтфит 3 месяца работает в немецком клубе «Клоппенбург», который играл в Оберлиге Норд.
В сезоне 2006/07 работает техническим директором в голландском клубе «Эммен».
В 2008 те же 3 месяца возглавляет финский «РоПС».
В 2008 по 2010 год Саинтфит возглавлял сборную Намибии. Это один из самых успешных периодов в его карьере. После 15-ти официальных матчей Намибия взобралась вверх на 30 строчек в рейтинге ФИФА, что поныне является её лучшим показателем. Отчасти это можно объяснить тем, что Саинтфиту досталась лучшая команда Намибии за всю историю, которая только недавно играла на Кубке Наций 2008 под началом Ари Сханса.
В 2010 году Саинтфит покинул Намибию ради Зимбабве, но вынужден был покинуть страну, не получив разрешения на работу от Службы иммиграции, которая указала, что Саинтфит нарушил местные законы, начав работу без соответствующего документа. В итоге Саинтфит так и не стал тренером сборной Зимбабве.
В 2011 году Том на 4 месяца возглавил иорданский клуб «Шабаб Аль-Ордон», прежде чем снова уехать в сборную.
20 мая 2011 Том Саинтфит возглавил Эфиопию. Много тысяч человек пришло в столице Аддис-Абебе, чтобы посмотреть на первую игру Тома против Нигерии. К удивлению многих, Эфиопия показала отличную игру, сведя матч к ничьей 2:2, что означало вылет нигерийцев из отборочного турнира.
Саинтфит покинул Эфиопию через пять месяцев работы в сборной.
В 2012 он работал техническим директором в той же сборной Нигерии, а в июле 2012 возглавил один из лучших клубов Танзании — «Янг Африканс». Однако, проработав лишь некоторое время в клубе, Саинтфит покинул Танзанию, «Янг Африканс» показывал в чемпионате средние результаты, несмотря на выигрыш Кубка КЕСАФА для клубов.
В октябре 2012 возглавил Йемен.
В декабре 2016 года Саинфит сменил Стефана Харта на посту главного тренера сборной Тринидада и Тобаго, однако на этой должности он пробыл всего 35 дней. Под его руководством команда провалила отбор на Золотой кубок КОНКАКАФ. В январе Саинфит не сумел собрать в сборной большинство сильнейших игроков, а местная федерация футбола решила не делать паузу в первенстве из-за подготовки сильнейших тринидадских команд в плей-офф. Из-за разногласий с федерацией бельгиец уже в середине января подал в отставку со своей должности.

## Достижения
«В71 Сандой»
- 2-е место Первый дивизион Фарерских островов: 2002

Сборная Катара U-17
- 3-е место Кубок Азии U-17: 2004
- Квалификация на Юношеский ЧМ в Перу: 2005

Сборная Намибии
- 1/4 Кубка КОСАФА: 2008—2009
- 15 официальных матчей. Намибия поднимается в рейтинге ФИФА вверх на 30 строчек.
- Тренер года в Намибии: 2008

Янг Африканс
- Клубный Кубок КЕСАФА: 2012